# 인내산
인내산(忍耐山) 또는 인출산(印出山)은 해발 534.6m로 대한민국 경상북도 경주시 서면 도리에 위치하는 산이다. 인내산은 형산강(兄山江)의 발원지로 잘 알려져있으며  그 산맥에서 북쪽으로는 무학산(舞鶴山) 그리고 남쪽으로는 구미산(龜尾山)과 이어있다.

## 같이 보기
- 대릉원